# Julija Alexejewna Bogdanowa
Julija Alexejewna Bogdanowa (russisch Юлия Алексеевна Богданова; * 27. April 1964 in Leningrad) ist eine ehemalige russische Schwimmerin.
Bei den Europameisterschaften 1977 konnte sie im Alter von 14 Jahren sowohl den Titel über 100 m Brust als auch über 200 m Brust gewinnen. Bei den Weltmeisterschaften 1978 kam dann noch der Weltmeistertitel über 100 m Brust hinzu. Bei den Olympischen Spielen 1980 in Moskau gewann sie über 200 m Brust die Bronzemedaille.